# Союз журналистов России
Союз журналистов России — крупнейшее творческое неполитическое общероссийское общественное объединение для защиты интересов журналистов России. В состав СЖР входят 85 региональных отделений и более 40 творческих гильдий.

## Членство
В соответствии с п. 4.1. Устава СЖР:
Членами СЖР могут быть профессиональные творческие работники, основным родом занятий которых является деятельность в средствах массовой информации, в том числе и вне штата, а также лица, занимающиеся научно-исследовательской, преподавательской или организаторской деятельностью в области журналистики, разделяющие цели СЖР, достигшие восемнадцатилетнего возраста, признающие настоящий Устав, уплатившие вступительный взнос и принимающие личное участие в работе СЖР. Ветераны журналистики, прекратившие профессиональную деятельность, сохраняют свое членство в СЖР.
Журнал «Коммерсантъ Власть» со ссылкой на Всеволода Богданова в 2012 г. сообщил о заявленной численности СЖР в размере 100 тысяч человек, однако издание обратило внимание, что электронная база СЖР отсутствует, а в ноябре 2018 г. председатель СЖР Владимир Соловьев в интервью РИА Новости озвучил цифру в 70 тысяч членов Союза.

## История

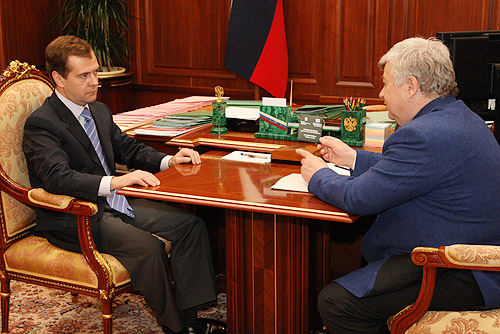
Президент Российской Федерации Дмитрий Медведев с председателем Союза журналистов России Всеволодом Богдановым (2008 год)

Ранние версии устава организации датированы 1993-м годом. Организация выступает преемником для членов Союза журналистов СССР, получивших гражданство России. Принадлежность к Союзу обязывает проявлять солидарность в защите Союза. Устав предусматривает возможность исключения из своих рядов за нарушение профессиональной этики.
Союз предлагал поправки к проектам принимаемых в своё время законов, таких как закон о противодействии терроризму. Другие инициативы намеревались упростить законодательство о средствах массовой информации и ввести институт общественного телевидения.
По состоянию на 2009-й год Союз награждал премиями лучших авторов в нескольких категориях. Союз выбрал своим местом расположения Москву.
12 августа 2016 года на внеочередном съезде была принята программа о модернизации СЖР. В неё были включены разработка структуры функциональных подразделений СЖР, организация менеджмента союза, создание системы грантовой деятельности и привлечение финансовых средств на поддержку журналистов. В обновленной организации основным органом должен стать, «Центр поддержки и развития независимой прессы». В состав секретариата СЖР вошли обозревательница сайта Life.ru Анастасия Кашеварова (прославившаяся рядом неоднозначных публикаций против оппозиции), глава думского комитета по информационной политике Леонид Левин, бывший генеральный продюсер радиостанции «КоммерсантЪ FM» Анатолий Кузичев, главный редактор Lenta.ru Александр Белоновский, заместитель директора дирекции информационных программ «Вести» Андрей Медведев. Некоторые действующие члены союза пригрозили, что покинут СЖР, потому что «не находят себе места» рядом с новыми секретарями.
25.11.2017 состоялся XII съезд СЖР. Он избрал председателем СЖР Владимира Соловьёва и сформировал секретариат организации из 22 человек. Секретарями в том числе стали декан факультета журналистики Московского государственного университета им. М. В. Ломоносова Елена Вартанова, автор и ведущий «Международного обозрения» Евгений Примаков, депутат, руководитель комитета Госдумы по информационной политике, информационным технологиям и связи Леонид Левин, и др. Объединительная идея съезда заключалась в возвращении Союза журналистов Москвы, Союза журналистов Санкт-Петербурга и Ленинградской области и Союза журналистов Республики Татарстан в структуру Союза журналистов России. После съезда были подписаны соглашения о сотрудничестве с этими объединениями журналистов Татарстана и Москвы.
25 ноября 2017 года состоялся очередной съезд Союза журналистов России. Решением съезда Председателем Союза журналистов России был избран Владимир Геннадиевич Соловьев. Съезд утвердил новый состав секретариата Союза журналистов России на период с 2017 по 2022 годы. В него вошли Денис Токарский, Александр Белоновский, Елена Вартанова, Алексей Вишневецкий, Рафаэль Гусейнов, Ашот Джазоян, Юлия Загитова, Али Камалов, Владимир Касютин, Анатолий Кузичев, Леонид Левин, Юлия Ложечко, Андрей Медведев, Татьяна Метелкина, Евгений Примаков, Вадим Рогожин, Роман Серебряный, Антон Стуликов, Вячеслав Умановский, Михаил Федотов, Ирина Цветкова, Наталья Чернышова и Тимур Шафир.
По сообщениям СМИ, в начале 2019 года московское отделение СЖР под руководством Леонида Речицкого (МГО СЖР), созданное в 2013 году, было ликвидировано по требованию Федеральной Налоговой Службы в связи с тем, что с момента регистрации в 2013 году МГО СЖР ни разу не подавало отчетность о деятельности. После этого была зарегистрирована новая организация — Московское региональное отделение Общероссийской общественной организации «Союз журналистов России», которую возглавил Павел Гусев, председатель «Союза журналистов Москвы». В заявлении от правления МГО СЖР ситуация называется «рейдерским захватом», «„спецоперацией“ по захвату МГО СЖР». Руководители ликвидированного юридического лица МГО СЖР Леонид Речицкий и Лариса Шамикова неоднократно и безуспешно пытались в судебном порядке восстановить МГО СЖР.
В апреле 2021 года стало известно о создании Гильдии научных журналистов СЖР, которую возглавил руководитель редакции Наука ТАСС Андрей Резниченко.
В июне 2021 года СМИ сообщили, что Союз журналистов России вышел из Европейской федерации журналистов.

## Председатели СЖР
- Всеволод Богданов (1992—2017),
- Владимир Соловьёв (с 2017).

## Инфорум — площадка профессионального общения
Избранный на XII съезде СЖР председатель Владимир Соловьев объявил о необходимости реформирования деятельности Союза[когда?] и создание Всероссийского объединения с региональными отделениями во всех регионах страны. Новой формой работы Союза стали[когда?] профессиональные площадки «Инфорум» на которых журналисты из региональных и местных СМИ могут обсудить[когда?] актуальные проблемы медиаиндустрии с коллегами из федеральных СМИ и руководством Союза.

## Общественная коллегия по жалобам на прессу
Общественная коллегия по жалобам на прессу — российская независимая общественная организация. Коллегия создана для разрешения конфликтных ситуаций в журналистском сообществе. Образована в 2005 году по инициативе Большого жюри Союза журналистов России.
Организация рассматривает конфликтные ситуации нравственно-этического характера, возникающие в журналистском сообществе в связи с исполнением журналистами своих профессиональных обязанностей.
Коллегия состоит из Палаты медиа-сообщества и Палаты медиа-аудитории, численностью 25 человек каждая. Палата медиа-сообщества формируется некоммерческими организациями в сфере массовой информации. Палата медиа-аудитории формируется политическими и неполитическими организациями, действующие вне сферы массовой информации.
С согласия общественной коллегии могут создаваться территориальные коллегии по жалобам на СМИ. В настоящий момент функционирует региональная структура в Татарстане и межрегиональная в Сибири и на Урале.

## Партнёрские организации
После избрания Владимира Соловьёвым новым председателем организации были подписаны соглашения о сотрудничестве с Общественной палатой РФ, Российской ассоциацией международного сотрудничества, Союзом музеев РФ, Ассоциацией юристов России, Республикой Саха (Якутия), и с профессиональными объединениями журналистов за рубежом: союзами журналистов Белоруссии, Абхазии, Польши, Южной Кореи, Монголии.

## Финансирование и собственность
Организация финансируется средствами государственного бюджета РФ. Известно, что объем финансирования Союза журналистов России в 2019 и 2020 годах достигал порядка 95 миллионов рублей. Также известно, что организация владеет федеральной недвижимостью, которая становилась объектом претензий со стороны надзорных органов. По информации Росимущества Союз журналистов «сдавал помещения в аренду сторонним организациям без правовых оснований». По сведениям газеты Коммерсантъ «в собственности союза находится Центральный дом журналиста по адресу Никитский бульвар, 8а, за последние годы превратившийся в стабильный источник дохода. Здесь также расположены модный ресторан Bontempi, ресторан „Домжур“ и одноименный кинотеатр на 100 мест». Директор департамента торговой недвижимости Penny Lane Realty Алексей Могила оценивает аренду квадратного метра в этом здании около $1,7-2 тыс. в год.

## Критика
Бывший секретарь СЖР Игорь Яковенко считает, что «если лет 15 назад [нахождению в] Союзе журналистов можно было найти оправдание, то сейчас пребывание в этой организации стало неприличным». По его мнению «СЖР — это советская организация, которую реанимировали на постсоветском пространстве, выполняющая ту же функцию, что и Союз журналистов СССР,— паразитирование на теле государства». По данным Коммерсантъ-Власть существенной причиной по которой журналисты раньше вступали в СЖР называется получение международной пресс-карты, с помощью которой можно получать скидки при посещении музеев в Европе и США и покупке железнодорожных билетов. Анонимный собеседник в той же статье считает, что «конце 1990-х — начале 2000-х, выдача пресс-карт фактически превратилась в бизнес, особенно со стороны региональных СМИ. Факт принадлежности соискателя к какому-либо изданию на практике никто не проверяет». Журналист и бывший главный редактор газеты «Коммерсантъ» Михаил Михайлин считает, что толку от Союза журналистов России нет, по его словам никакой реальной помощи и защиты организация журналистам не предоставляет. Журналист Эдуард Сагалаев называет Союз журналистов России «формальным учреждением». По словам Сергея Яковлева «время [Союза] прошло вместе с тем временем, когда для того, чтобы быть художником, надо было состоять в Союзе художников, а для того, чтобы быть писателем, в Союзе писателей». С этим утверждением согласен тележурналист и писатель Владимир Познер, по его мнению советская реальность приучила к тому, что невозможно было называться профессионалом не будучи при этом членом какого-нибудь союза — Союза журналистов, Союза художников. Членство давало возможность улучшать жилищные условия, получать путёвки в санатории. Он также добавляет, что Союз журналистов России никогда не защищал журналистов от нападок власти. Елизавета Осетинская иронизирует, что фейсбук является большим союзом журналистов в России чем непосредственно Союз журналистов. Глава Союза журналистов Москвы Павел Гусев заявил, что СЖР устарел и «далёк от актуальных проблем журналистики».
1 сентября 2016 года стало известно, что 14 журналистов издания Znak.com написали заявления о выходе из СЖР. Своё решение они объяснили тем, что «СЖР действуют в худших традициях советских „творческих организаций“, демонстрируя неуважение к рядовым журналистам и занимая услужливо-подобострастную позицию по отношению к чиновникам». Политтехнолог Константин Калачев высказал мнение, что СЖР использовался властью, чтобы улучшить показатели явки на президентских выборах 2018 года, когда Союз журналистов совместно с ОНФ проводил конкурс «Зачем я иду на выборы», он заявлял, что «ОНФ с помощью журналистов ищет новые варианты для мотивации прийти на выборы».